# Iwan Nikulin, rosyjski marynarz
Iwan Nikulin, rosyjski marynarz (ros. Иван Никулин — русский матрос) – radziecki dramat wojenny z 1944 roku w reżyserii Igora Sawczenko.

## Obsada
- Iwan Pieriewierziew jako Iwan Nikulin
- Boris Czirkow jako Zachar Fomicziow
- Stiepan Kajukow jako "Papasza"
- Erast Garin jako Tichon Spiridonowicz
- Zoja Fiodorowa jako Marusia Kriukowa